# 聖寿寺 (盛岡市)
聖寿寺（しょうじゅじ）は、岩手県盛岡市北山二丁目にある臨済宗妙心寺派の寺院。盛岡藩主南部家の国元の菩提寺である。瑞鳩峰山報恩寺、大宝山東禅寺、宝珠盛岡山永福寺、雍護山教浄寺とともに盛岡五山（盛岡五個寺とも）の一つである。また現在の盛岡観音三十三箇所第17番札所でもある。山号は大光山。本尊は釈迦如来。等級は等外。正式名称は聖寿禅寺であるが、通称の聖寿寺で言及されることが多い。

## 歴史
開山は三光国斎国師。当初は三戸郡小向村（現在の青森県南部町小向）にあり、三光庵という名称であった。以後衰退していたが、三戸城主である南部信直が松島の瑞巌寺の僧侶である実堂の弟子石門を招いて中興した。
盛岡城およびその城下町が建設されると、上田門前町の高源寺旧地に移転して諸堂や庫裏が建設される。元和4年（1618年）には寺領500石を拝領され、元禄年中に伽藍が再興される。文化6年（1809年）から2年間かけて江戸の感応寺（現在の天王寺 ）の五重塔を模倣して五重塔が建設される。なおこの五重塔は、現在は初層部分しか残っていない。
藩主家菩提寺として繁栄したが、明治維新以降は寺領を失い衰退し、後に復興した。
第二次世界大戦後に末寺で盛岡観音三十三箇所第17番札所の明宜庵が廃寺となったので、盛岡観音三十三箇所第17番の聖観音を引き継いで盛岡観音三十三箇所第17番札所となる。

## 境内
先述のとおり、文化年中に建設された五重塔が初層部分のみ残存しており、子安地蔵堂と呼称されている。